# Sebastian Fagerlund
Sebastian Fagerlund (Parainen, 1972. december 6. –) finn zeneszerző.
A legtöbben posztmodern impresszionistaként írják le, mert zenéjének hangzásvilága a természet képeit idézi, elsősorban a természet belső világából merítkezve. A nyugati kultúra, a keleti zene és a heavy metal visszhangjai is ugyanúgy felfedezhetők zenéjében.
Művei a műfajok széles skáláját lefedik, a kamarazenétől az operáig és a szóló hangszerre írt művekig. A legjelentősebbek a versenyművei és a zenekarra írt munkái. 
A klarinétművész Christoffer Sundqvisttal 2013-ban megalapították a RUSK kamara zenei fesztivált a finnországi Jakobstadtban, melynek művészeti vezetői is lettek.
Fagerlund volt a zeneszerzője a The Royal Concertgebouw amszterdami zenekarnak 2016/17 szezonban és 2018-ban az Aspen Zenei Fesztiválon ő volt a meghívott vendég zeneszerző.

## Korai évek
Zenei tanulmányait hegedűórákkal kezdte a Turku Konzervatóriumban, ahol tanára a Finnországban nagyon elismert Simo Vuoristo volt. Egy Hollandiában tanult év után a Sibelius Akadémiára jelentkezett, hogy zeneszerzést tanulhasson. 2004-ben diplomázott Erkki Jokinen osztályában. Tanulmányai alatt Michael Jarrell, Magnus Lindberg, Ivan Fedele és mások mesterkurzusain is részt vett. 

## Karrier
A 2006-os Clarinet Concerto jelentette a fordulópontot Fagerlund zeneszerzői karrierjében. Ez a munkája olyan különlegesen variálja a különböző hangzásokat, érzéseket, hogy egy igazi utazás hatását kelti. Ezzel a művével egyértelműen biztosította státuszát a vezető finn zeneszerzők között. A sötétség és a fény, a mozgás és mozdulatlanság, az erőszak és az érzékenység váltakozása hatolja át az Isola (Sziget, 2007) című, másik nagy zenekarra írt hangversenyét. Mindkét mű a Korsholmi Zenei Fesztiválon debütált. A hallucinációk köré épített Döbeln (2009) című szürreális operája megnyerte a Record of the year díjat a Finnish Broadcasting Companynál. A zenekarra írt Ignite (2010) című műve világszerte hatalmas közönséget vonzott. A Darkness in Light című hegedűjátéka, amely az álom és valóság zónái között szól, Pekka Kuusisto számára készült, és 2012-ben a tamperei premieren hatalmas sikereket ért el. A koncertet részben Murakami Haruki irodalma ihlette.
Fagerlund a következőket mondta művészetéről: „Számos munkámat áthatja egyfajta primitivizmus. Ennek eredményeként a ritmus különösen fontos szerepet tölt be zenéimben. Lenyűgöz a könyörtelen hajtás és az energia.” Fagerlund zenéjének lényeges jellemzője érdeklődése a nagyszabású formák és azok részletei iránt, valamint a zene mélyreható látása, mint az alapvető kérdések és egzisztenciális tapasztalatok kifejezője.
Fagerlund műveit világszerte játssza a Singapore Symphony Orchestra, a Finn Rádió Szimfonikus Zenekara, a Sinfonica Nazionale della RAI zenekar, a BBC Szimfonikus Zenekar, a Bergen Filharmonikus Zenekar, a göteborgi szimfonikus zenekar és a Holland Rádió Filharmonikus Zenekara. 
Fagerlund 2017-es Őszi szonátája Ingmar Bergman 1979-es filmjén alapul, és a Finn Nemzeti Operában mutatták be Helsinkiben. Az előadáson John Storgårds vezényelt, és Anne Sofie von Otter játszotta a főszereplő Charlotte-ot.

## Díjak
- 2010 – Jelölték a Nordic Music Prize for Sky díjra
- 2010 – Az év zenei szerkesztői évad díja a Döbeln című operáért
- 2011 – Emma Award klasszikus zene kategóriában, az Isola című zeneműért
- 2011 – Teosto Prize az Ignite című zeneműért
- 2016 – Jelölték az Nordic Council Music Prize for Mana díjra
- 2018 – Szűkített listára került az International Opera Awardson az Autumn Sonatával[7]

## Művek

### Művek színpadra
- Döbeln, opera (2008–2009)
- Höstsonaten (Autumn Sonata), opera (2014-2016)

### Művek zenekarra vagy nagy együttesre
- Renergies (2003)
- Partita (2007/09)
- Isola (2007)
- Ignite (2010)
- Stonework (2014–2015)
- Strings to the Bone (2015)
- Skylines – Fanfare for Orchestra (2016)
- Drifts (2017)
- Water Atlas (2017–18)

### Művek szólistáknak és zenekarnak
- Emanations (klarinét, két ütős hangszer, vonószenekar) (1998)
- Höga lågor, stilla vatten (szoprán, mezzoszoprán, bariton és kamarazenekar) (2003)
- Saxophone Concerto (2004)
- Clarinet Concerto (2005–2006)
- Darkness in Light (hegedű) (2012)
- Stone on Stone (cselló és együttes) (2012)
- Silent Words (cselló és zenekar) (2013)
- Transit (gitár) (2013)
- Mana (fagott) (2013‒2014)

### Kamaraművek
- Imaginary landscapes (9 tagú együttes számára) (2002)
- Short Stories (szaxofon kvartett) (2002)
- Clarinet Quintet (2004)
- Breathe (klarinét, harmonika és cselló) (2005–2006)
- String Quartet no. 1 (2006–2007)
- Scholzi (hegedű és cselló) (2008)
- Sky (barokk együttes) (2008)
- Traces and Shadows (cselló és zongora) (2009–2010)
- Sky II (10 tagú együttes) (2009)
- Oceano (hegedű, brácsa és a cselló) (2010–2011)
- Rush (hegedű, klarinét, két zongora és cimbalom) (2010-2011)
- Exhibit (együttes) (2010)
- Fuel (klarinét, cselló és zongora) (2010)
- Rounds (klarinét és zongora) (2011)
- Rush II „Aldeburgh Version” (hegedű, klarinét, cimbalom és négykezes zongora) (2011)
- Sonata (klarinét és zongora) (2011)
- Silent Words (cselló és zongora) (2013)
- Transient Light (kürt, hegedű, cselló és zongora) (2013)
- Stilla (hegedű és zongora) (2014)
- Windaways (kvartett) (2015–16)
- Octet Autumn Equinox (klarinét, fagott, kürt, 2 hegedű, viola, cselló és nagybőgő) (2016)
- From the Ground No. 2 (vonós kvartett) (2017)

### Művek szóló hangszerre
- Flow (klarinét) (1999)
- Ground (alt szaxofon) (1999/2001)
- Environs (orgona) (2003)
- Reminiscence (hegedű) (2003)
- Recordanza (tenor) (2005)
- 6 részes zongoradarab (fiatal zenészeknek) (2007)
- Licht im Licht (zongora) (2007)
- Kromos (gitár) (2011)
- Woodlands (fagott) (2012)

### Énekes- és kórusművek
- Liten svit (bariton és zongora) (2001)
- Revontulet (szoprán és zongora) (2001)
- Sinnlighetens (férfi kórus) (2002)
- Teckning (férfi kórus) (2006)
- Staden (3 dal szoprán és zongora) (2009)
- Nocturne (női kórus) (2010)

### Elektro-akusztikus művek
- Element (1998)

## Diszkográfia
- 2018 – Höstsonaten Őszi Sonata, Anne Sofie von Otter, Sunnegård Erika, Helena Juntunen, Tommi Hakala, Nicholas Söderlund, Finn Nemzeti Opera Kórus és Zenekar, cond. John Storgårds, BIS-2357
- 2018 – Stonework, Drifts, Transit – Guitar Concerto, Ismo Eskelinen, gitár, Finn Rádió Szimfonikus Zenekar, cond. Hannu Lintu, BIS-2295
- 2016 – Mana – Fagott Concerto, Woodlands, Bram van Sambeek, fagott, Lahti Szimfonikus Zenekar, cond. Okko Kamu, BIS-2206 (fagottkoncert, Kalevi Aho)
- 2015 – Darkness in Light – Hegedűverseny, Ignite, Pekka Kuusisto, hegedű, Finn Rádió Szimfonikus Zenekar, cond. Hannu Lintu, BIS-2093.
- 2011 – Klarinétkoncert, Partita, Isola, Sundofvist Christoffer, klarinét, Göteborgi Szimfonikus Zenekar, cond. Dima Slobodeniouk, BIS-SACD-1707.
- 2010 – Döbeln, West Coast Kokkola, cond. Sakari Oramo, BIS-SACD-1780.
- 2010 – Short Stories, The Academic Saxophone Quartet, OPTCD-10007-8.
- 2010 – Licht im Licht, Risto-Matti Marin, ABCD 305.
- 2009 – Imaginary Landscapes, Turku Ensemble, JJVCD-69.
- 2007 – Northern Light s, Anu Komsi, szoprán, Pia Värri, zongora, ABCD 231.
- 2005 – Szaxofonkoncert, Olli-Pekka Tuomisalo, szaxofon, Kamarazenekar Avanti! Dmitri Slobodeniouk, JaseCD 0042.
- 2003 – Imaginary Landscape, Uusinta Kamaraegyüttes, UUCD 101.
- 2002 – Sinnlighetens fesztivál, Polytech kórus, cond. Juha Kuivanen, PKCD 19.
- 2001 – Ground, Olli-Pekka Tuomisalo, alt-szaxofon, FSSCD-01001.
- 2001 – Ground, Olli-Pekka Tuomisalo, alt-szaxofon, Risto-Matti Marin, zongora, OPTCD-01003-4.
- 2000 – Emanations, Turku Konzervatóriumi Zenekar, Christoffer Sundqvist, klarinét, cond. Sauli Huhtala, KACD2001-2.

## Fordítás
- Ez a szócikk részben vagy egészben  a   Sebastian Fagerlund című angol Wikipédia-szócikk ezen változatának fordításán alapul.  Az eredeti cikk szerkesztőit annak laptörténete sorolja fel. Ez a jelzés csupán a megfogalmazás eredetét és a szerzői jogokat jelzi, nem szolgál a cikkben szereplő információk forrásmegjelöléseként.